# Chapelle Saint-Henri de Kokemäki
La chapelle Saint-Henri  (en finnois : Pyhän Henrikin kappeli) est une chapelle située à Kokemäki en Finlande.

## Le grenier
À l'intérieur de la chapelle on peut voir un ancien grenier en bois dans lequel la tradition orale raconte que Saint-Henri le premier évêque de Finlande avait l'habitude de prêcher.

On raconte que Saint-Henri y a passé sa dernière nuit avant d'être tué le 20 janvier 1156 par le paysan Lalli.
 
Le petit grenier a été transformé ensuite en salle de prière et en destination de pèlerinage.

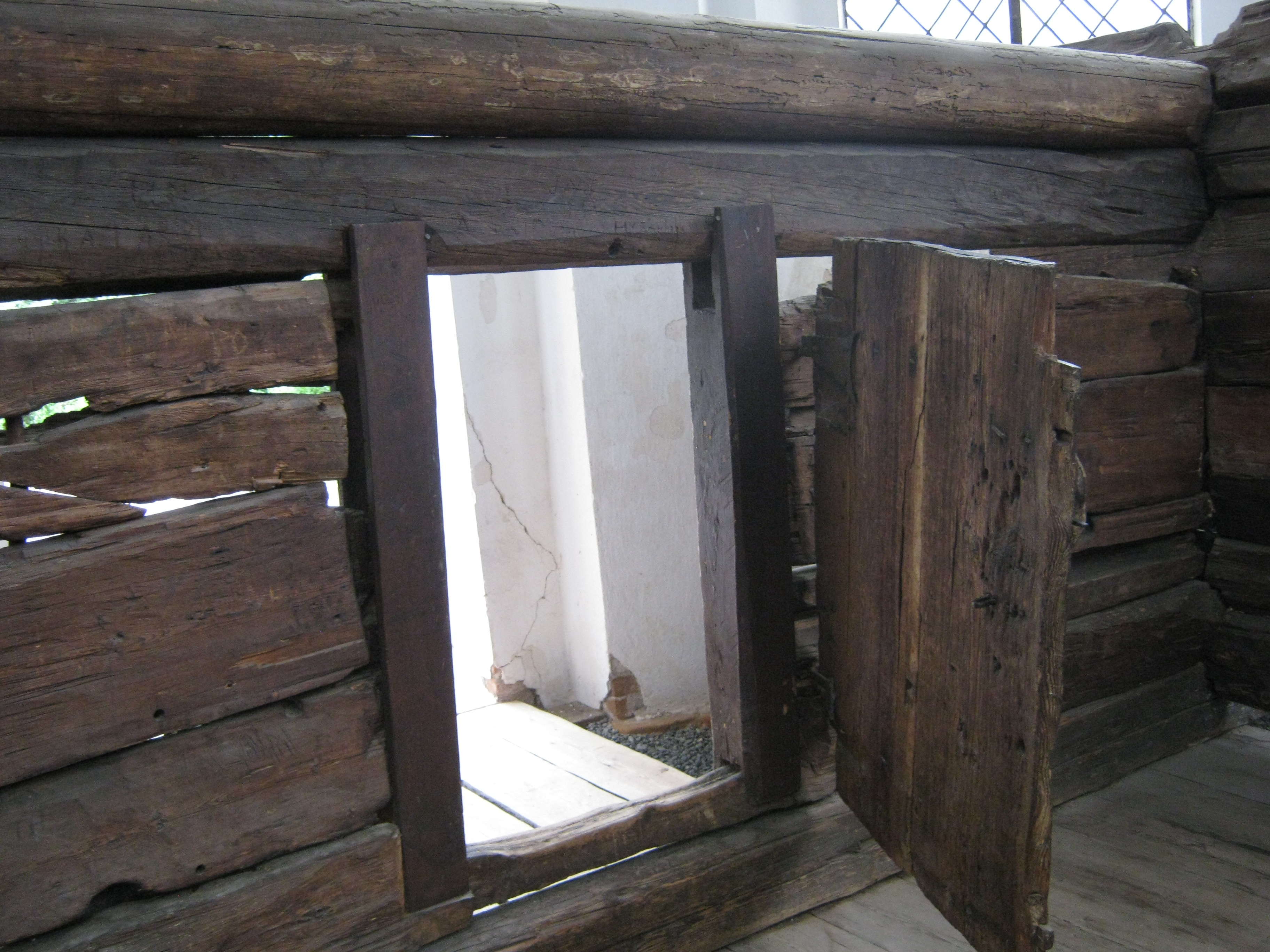
Le grenier.
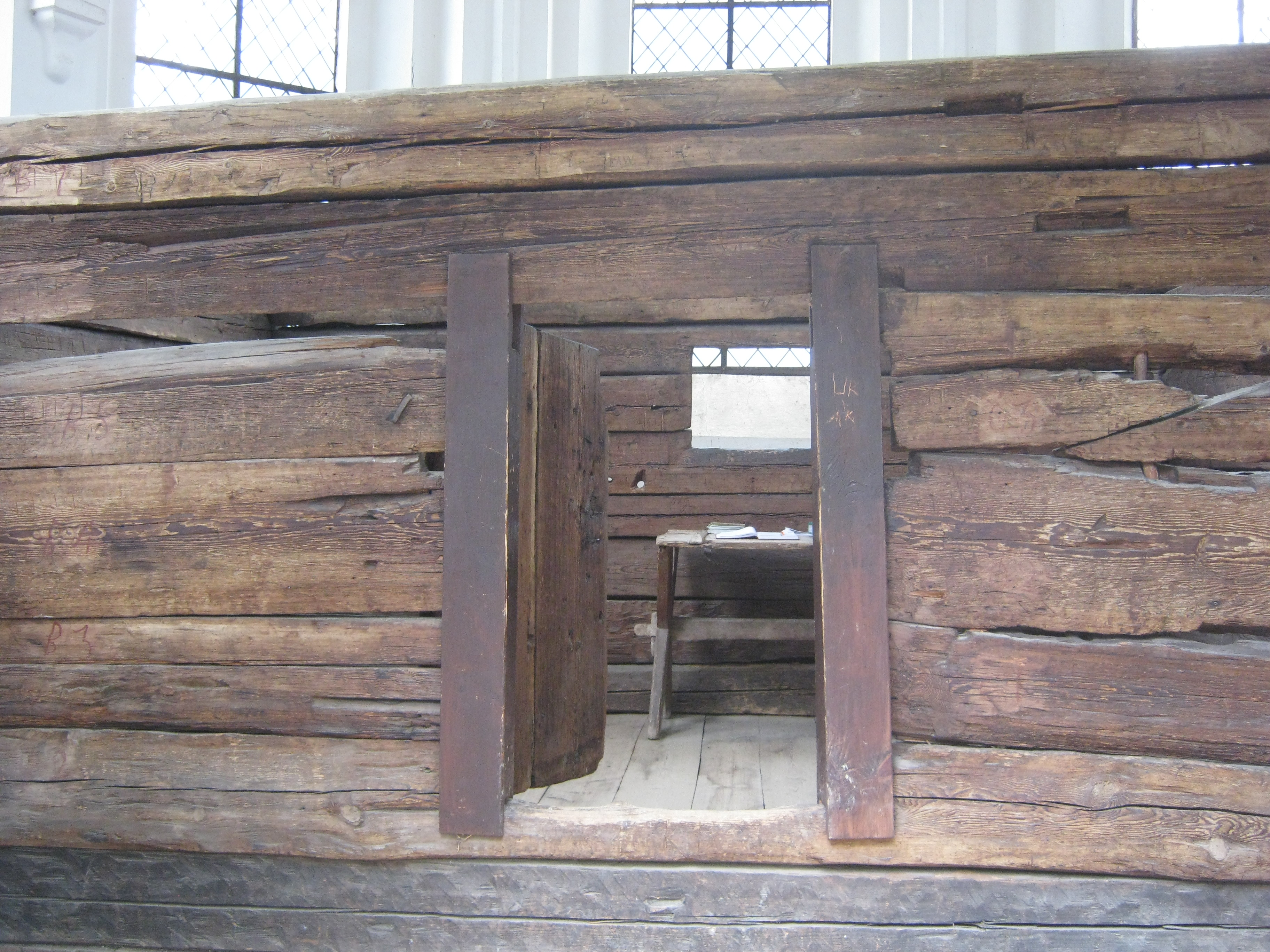
Le grenier.

## Architecture
En 1839 le sénat décide de conserver le bâtiment.
Le bâtiment octogonal de style néogothique conçu par  Pehr Johan Gylich  est construit en 1857 pour recouvrir l'ancien grenier.
La chapelle est ouverte au public le 18 juin 1857 pour le 700e anniversaire de la Christianisation de la Finlande.
La Chapelle est construite à proximité de la rivière Kokemäenjoki.
Le parc est conçu par l'architecte Georg Theodor von Chiewitz. 
En 2002, on dévoile le buste de Saint Henry sculpté par Emil Cedercreutz.
Les fondations de la chapelle en brique sont un peu endommagées et penche d'environ 25 cm en direction de la rivière Kokemäenjoki.
Le parc est supposé être à l'endroit de l’ancien site de l'âge du fer nommé Teljä (fi) et l'emplacement du village médiéval Ylistaro détruit par un incendie dans les années 1830.
La direction des musées de Finlande a classé la chapelle et son paysage culturel dans les sites culturels construits d'intérêt national.

## Photographies de la chapelle

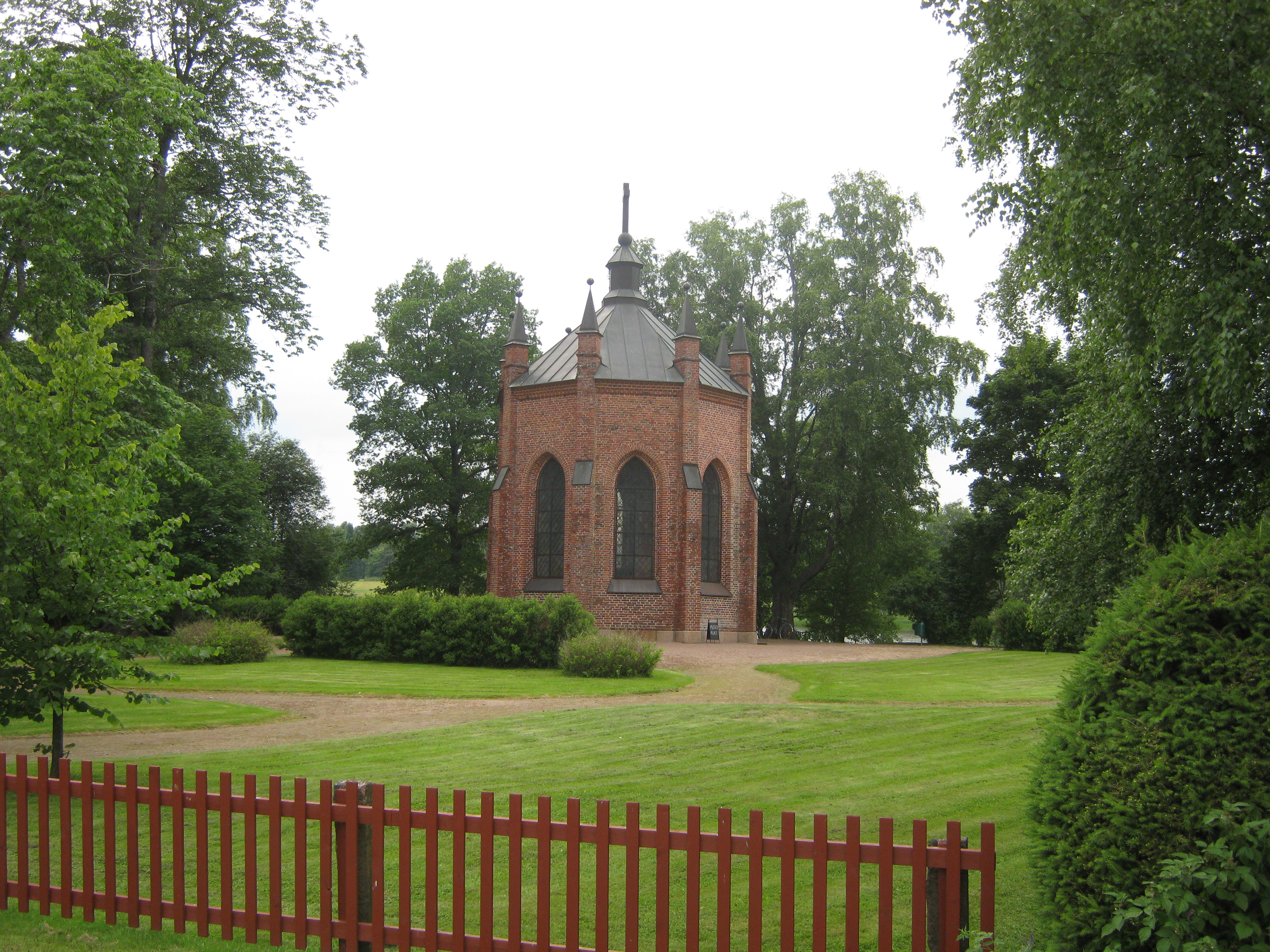
Le parc
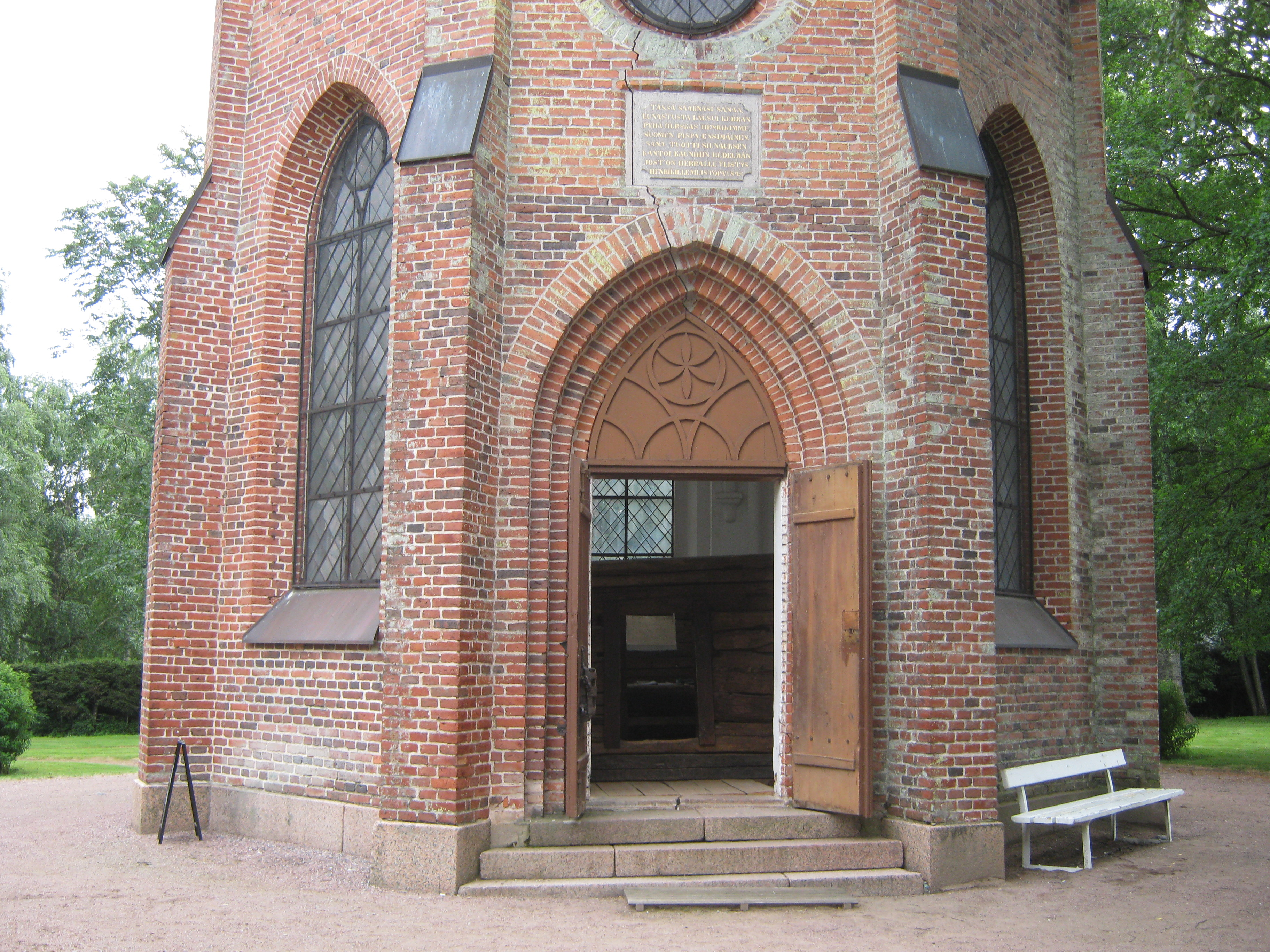
L'entrée de la chapelle
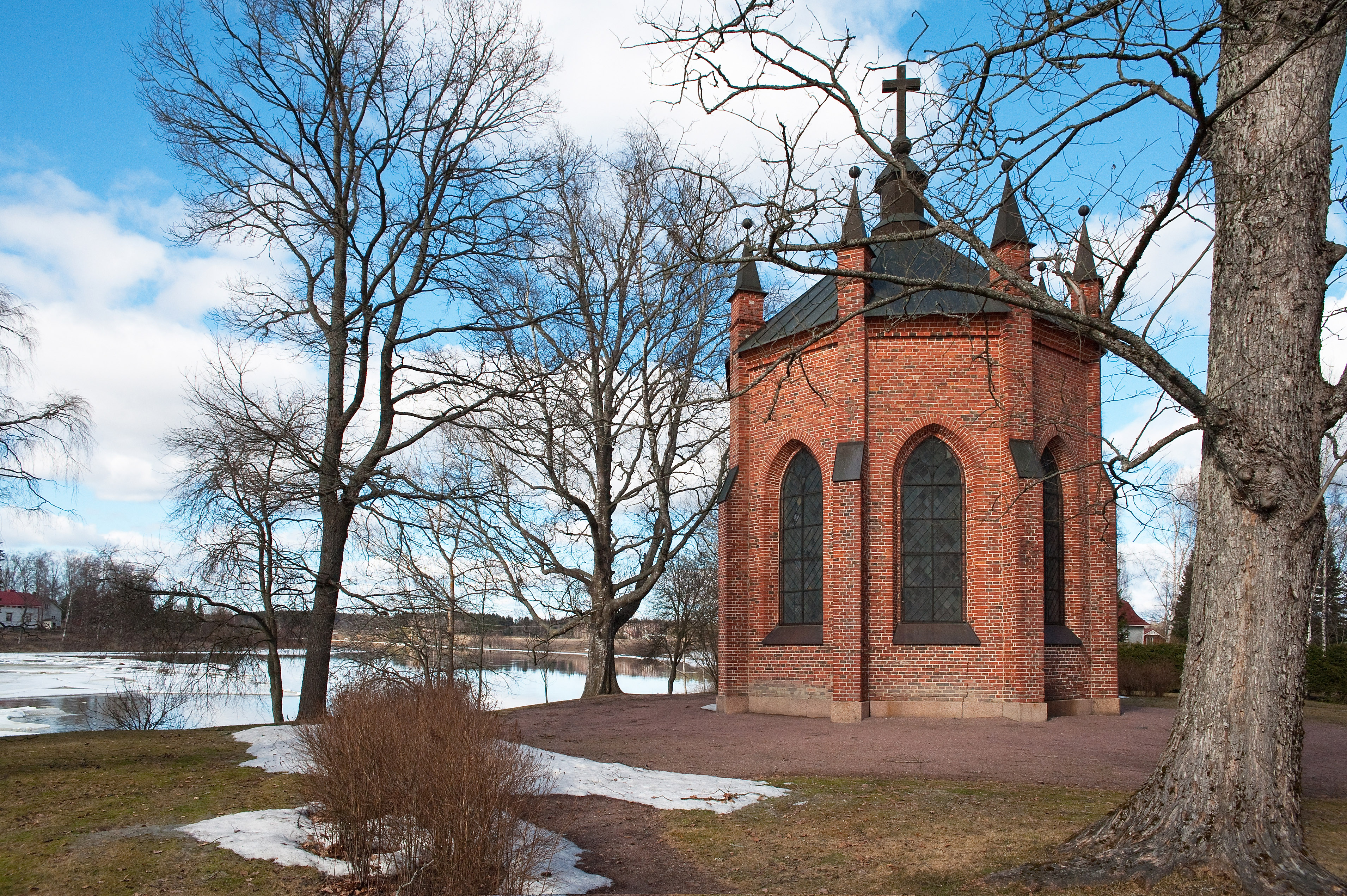
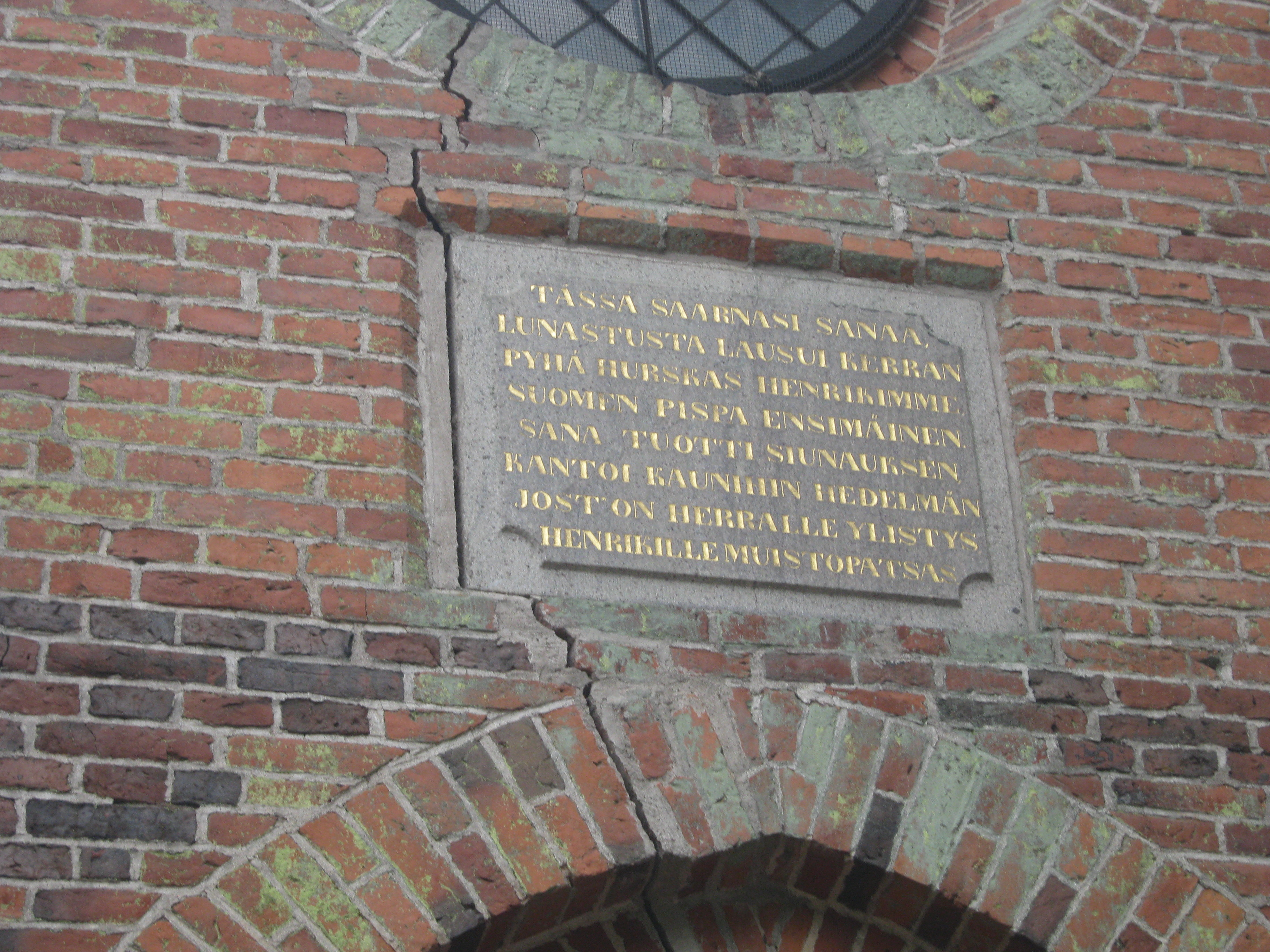
Message en mémoire de Saint Henri